# Petaurus abidi
Petaurus abidi é uma espécie de marsupial da família Petauridae. Endêmica da Papua-Nova Guiné.